# Anthony Edward Pevec
(Anthony) Edward Pevec (* 16. April 1925 in Cleveland, Ohio; † 14. Dezember 2014 in Wickliffe, Ohio) war ein US-amerikanischer römisch-katholischer Geistlicher und Weihbischof in Cleveland.

## Leben
Anthony Edward Pevec empfing am 29. April 1950 die Priesterweihe. Er war Vikar in St. Mary in Elyria (1950/52) und St. Lawrence (1953/54). 1956 absolvierte er ein Masterstudium an der John Carroll University und wurde 1964 an der Case Western Reserve University promoviert. Er war langjähriger Professor und Rektor am Borromeo Seminary in Wickliffe sowie Pfarrer von St. Vitus in Cleveland.
Papst Johannes Paul II. ernannte ihn am 13. April 1982 zum Weihbischof in Cleveland und Titularbischof von Mercia. Der Bischof von Cleveland Anthony Michael Pilla weihte ihn am 2. Juli  desselben Jahres zum Bischof; Mitkonsekratoren waren Joseph Louis Bernardin, Erzbischof von Cincinnati, und William Michael Cosgrove, Bischof von Belleville.
Am 3. April 2001 nahm Papst Johannes Paul II. seinen altersbedingten Rücktritt an.